# Ravinia dampfi
Ravinia dampfi är en tvåvingeart som först beskrevs av Guilherme A.M.Lopes 1946.  Ravinia dampfi ingår i släktet Ravinia och familjen köttflugor. Inga underarter finns listade i Catalogue of Life.